# Siegfried Powolny
Siegfried Powolny (født 20. september 1915 i Linz, Oberösterreich, død 19. juli 1944 i Kabarovtsy, Ternopil, Ukraine) var en østrigsk håndboldspiller, som blandt andet deltog i OL 1936.
Han var en del af det østrigske håndboldlandshold, som vandt sølvmedalje. Han spillede i to kampe.